# Finnsnes
Finnsnes este o localitate din comuna Lenvik, provincia Troms, Norvegia, cu o suprafață de 3,24 km² și o populație de 4.371 locuitori (2013).

## Personalități născute aici
- Maria Haukaas Mittet (n. 1979), cântăreață.